# Andrzej Pawlik (polityk)
Andrzej Eugeniusz Pawlik (ur. 15 kwietnia 1953 w Nowym Sączu) – polski inżynier, polityk, senator II kadencji.

## Życiorys
W 1978 ukończył studia z zakresu chemii na Politechnice Krakowskiej. Był zatrudniony w Zakładach Przemysłu Jedwabniczego „Silwana” w Gorzowie Wielkopolskim oraz w Spółdzielni Inwalidów „Warta” również w tym mieście. W latach 1980–1981 należał do pierwszej „Solidarności”. Na początku lat 90. pracował w gorzowskim urzędzie wojewódzkim, kierował też miejskim Komitetem Obywatelskim, zakładał lokalne struktury Ruchu Obywatelskiego Akcja Demokratyczna w Gorzowie Wielkopolskim.
W 1991 uzyskał mandat senatora II kadencji z województwa gorzowskiego. Był członkiem Komisji Gospodarki Narodowej oraz Komisji Samorządu Terytorialnego i Administracji Państwowej. Reprezentował w parlamencie Unię Demokratyczną. Bez powodzenia kandydował do Senatu w 1993 i 1997.
Był później radnym Gorzowa Wielkopolskiego (zrezygnował w 1999) i do 2001 przewodniczącym Unii Wolności w tym mieście. Później związany z Platformą Obywatelską, w 2006 wszedł w skład jej regionalnej rady programowej.